# Syntomacris erythrocera
Syntomacris erythrocera är en insektsart som först beskrevs av Günther, K. 1940.  Syntomacris erythrocera ingår i släktet Syntomacris och familjen gräshoppor. Inga underarter finns listade i Catalogue of Life.